# Seznam anglických králů

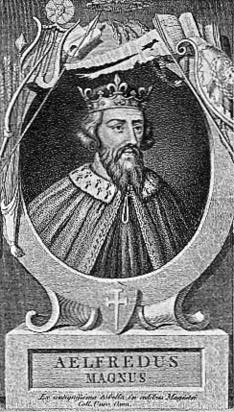
Alfréd Veliký

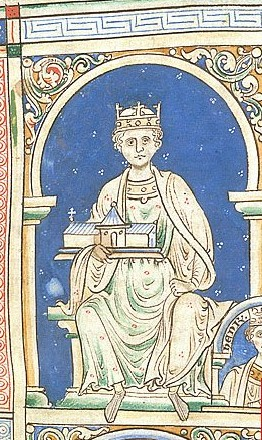
Jindřich II. Plantagenet

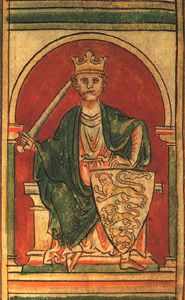
Richard I. Lví srdce

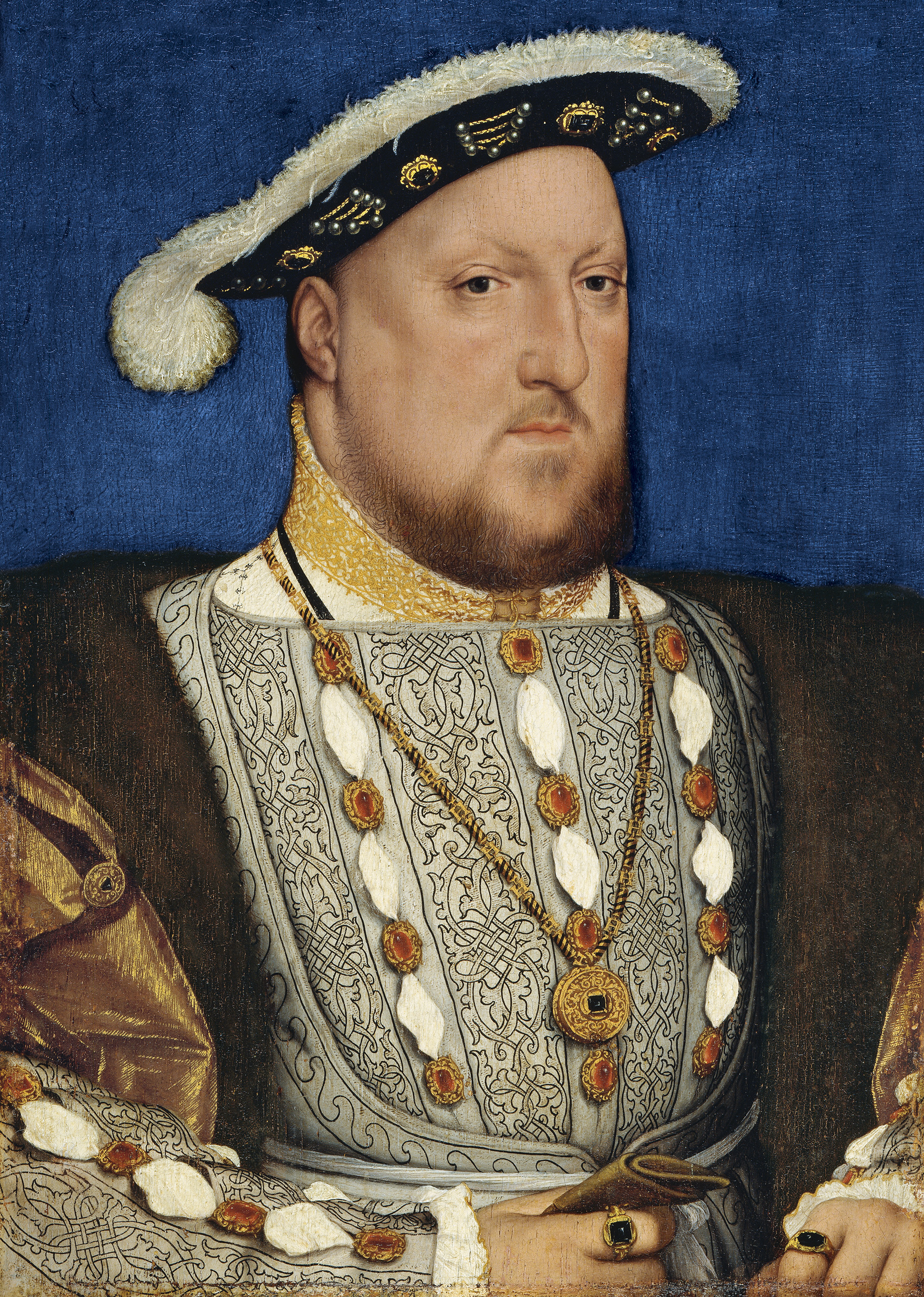
Jindřich VIII. Tudor

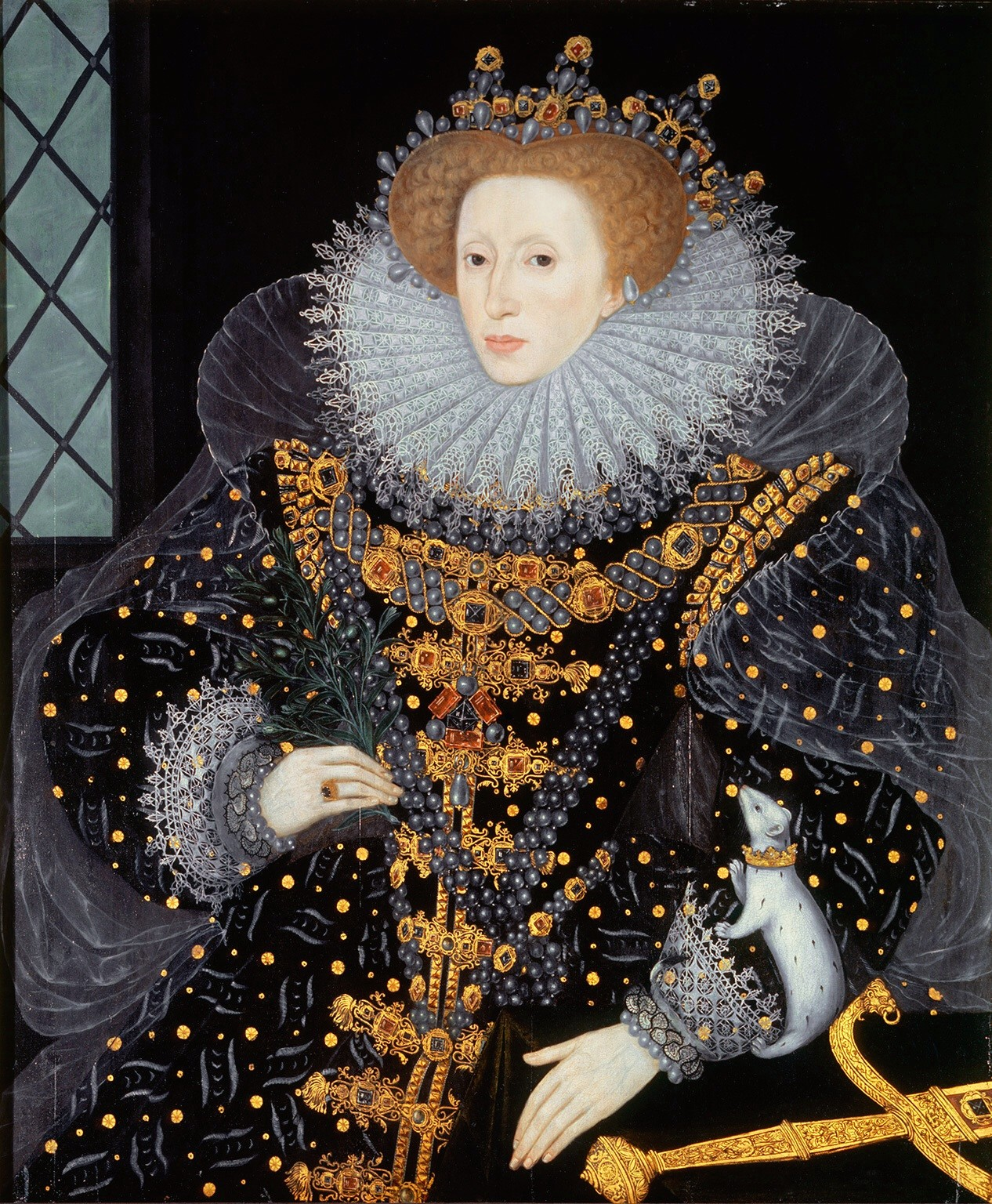
Alžběta I.

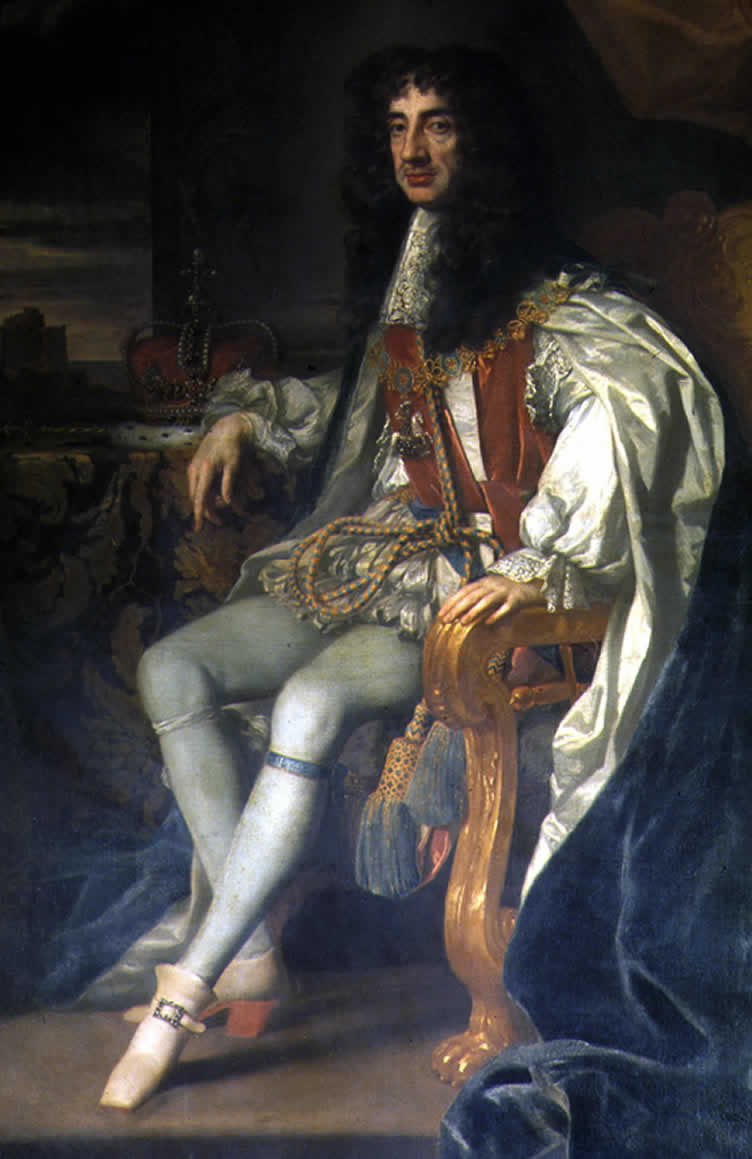
Karel II. Stuart

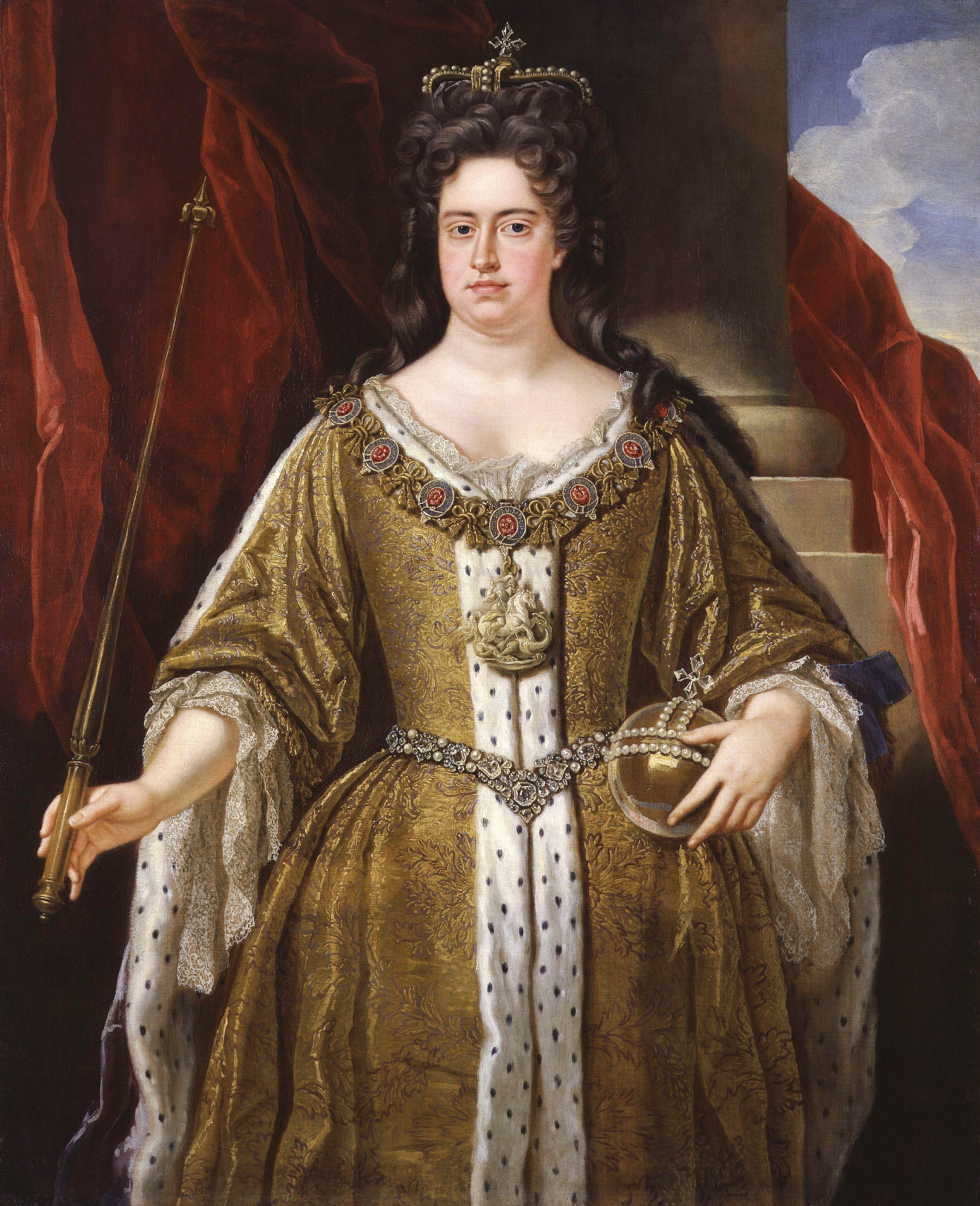
Anna Stuartovna

Toto je seznam anglických králů a vládnoucích královen. Seznam začíná Offou Mercijským, který byl dominantním panovníkem v druhé polovině osmého století, ačkoliv jeho moc jeho samotného nepřežila.

## Rod Mercie
- 774–796 Offa Mercijský

## Cerdikovci
- 802–839 Ecgberht
- 839–858 Æthelwulf
- 858–860 Æthelbald
- 860–865 Æthelberht
- 865–871 Æthelred
- 871–899 Alfréd Veliký
- 899–924 Eduard Starý
- 924–940 Æthelstan
- 940–946 Edmund I.
- 946–955 Edred
- 955–959 Edwy
- 959–975 Edgar
- 975–978 sv. Eduard
- 978–1013 Æthelred II.

## Dánští králové
- 1013–1014 Sven Forkbeard

## Cerdikovci
- 1014–1016 Æthelred II. podruhé
- 1016 Edmund II.

## Dánští králové
- 1016–1035 Knut I. Veliký
- 1035–1040 Harold I.
- 1040–1042 Knut II. Hardiknut

## Cerdikovci
- 1042–1066 Eduard Vyznavač

## Godwinové
- 1066 Harold II. Godwinson

## Cerdikovci
- 1066 Edgar (II.) Ætheling

## Normanská dynastie
- 1066–1087 Vilém I. Dobyvatel
- 1087–1100 Vilém II. Ryšavý
- 1100–1135 Jindřich I.
- 1135–1154 Štěpán III. z Blois

## Dynastie Plantagenetů
- 1154–1189 Jindřich II. Plantagenet
- 1189–1199 Richard I. Lví srdce
- 1199–1216 Jan Bezzemek
- 1216–1272 Jindřich III. Plantagenet
- 1272–1307 Eduard I.
- 1307–1327 Eduard II.
- 1327–1377 Eduard III.
- 1377–1399 Richard II.
- 1399–1413 Jindřich IV.
- 1413–1422 Jindřich V. Plantagenet
- 1422–1461 Jindřich VI.
- 1461–1470 Eduard IV.
- 1470–1471 Jindřich VI.
- 1471–1483 Eduard IV.
- 1483 Eduard V.
- 1483–1485 Richard III.

## Dynastie Tudorovců
- 1485–1509 Jindřich VII. Tudor
- 1509–1547 Jindřich VIII. Tudor
- 1547–1553 Eduard VI.
- 1553 lady Jane Greyová
- 1553–1558 Marie I. Tudorovna
- 1558–1603 Alžběta I.

## Stuartovci
- 1603–1625 Jakub I.
- 1625–1649 Karel I.
- 1653–1658 Oliver Cromwell, lord protektor
- 1658–1659 Richard Cromwell, lord protektor
- 1660–1685 Karel II.
- 1685–1688 Jakub II.
- 1689–1694 Marie II.
- 1694–1702 Vilém III. Oranžský
- 1702–1714 Anna (od roku 1707 královnou Velké Británie)

Pro další panovníky se podívejte na seznam britských králů.